# Balestraïta
La balestraïta és un mineral de la classe dels silicats, que pertany al grup de la mica trioctaedral. Rep el nom en honor de Corrado Balestra (1962, Millesimo, Itàlia), químic professional i prominent mineralogista amateur i col·leccionista especialitzat en la mineralogia de Ligúria.

## Característiques
La balestraïta és un fil·losilicat de fórmula química KLi₂V5+Si₄O₁₂. Va ser aprovada com a espècie vàlida per l'Associació Mineralògica Internacional l'any 2013, i la primera publicació data del 2014. Cristal·litza en el sistema monoclínic. Es tracta d'un mineral del grup de la mica caracteritzat per un alt contingut en vanadi i lliure d'alumini. La seva duresa a l'escala de Mohs oscil·la entre 2,5 i 3.

## Formació i jaciments
Va ser descoberta a la mina Cerchiara, situada a Borghetto Vara, dins la província de La Spezia, a Ligúria, Itàlia, on sol trobar-se associada a altres minerals com el quars, l'hematites i la calcita. La localitat tipus d'aquest mineral és l'únic indret de tot el planeta on ha estat descrita aquesta espècie.